# Bundestagswahlkreis Cuxhaven – Osterholz
Der Bundestagswahlkreis Cuxhaven – Osterholz war ein 2009 aufgelöster Wahlkreis in Niedersachsen bei den Bundestagswahlen 2002 und 2005. Er trug die Wahlkreisnummer 30 und umfasste den Landkreis Osterholz und vom Landkreis Cuxhaven die Gemeinden Cuxhaven, Langen, Loxstedt, Nordholz und Schiffdorf sowie die Samtgemeinden Bederkesa, Beverstedt, Hagen und Land Wursten.

## Bundestagswahl 2005
Die Bundestagswahl 2005 hatte folgendes Ergebnis:
| Direktkandidat | Partei               | Erststimmen in % | Zweitstimmen in % |
| -------------- | -------------------- | ---------------- | ----------------- |
| Annette Faße   | SPD                  | 49,8             | 44,3              |
| Enak Ferlemann | CDU                  | 35,6             | 30,8              |
| Karl Behn      | FDP                  | 4,0              | 8,9               |
| Erich von Hofe | GRÜNE                | 4,5              | 7,9               |
| Rolf Geffken   | Die Linke.           | 4,6              | 5,2               |
| Helmut Walter  | NPD                  | 1,4              | 1,3               |
| –              | Die Tierschutzpartei | –                | 0,7               |
| –              | PBC                  | –                | 0,2               |
| –              | GRAUE                | –                | 0,5               |
| –              | BüSo                 | –                | 0,1               |
| –              | MLPD                 | –                | 0,0               |
| –              | Pro DM               | –                | 0,1               |

## Geschichte
Im Zuge der Neugliederung der Wahlkreise vor der Bundestagswahl 2002 wurde der Wahlkreis Cuxhaven – Osterholz aus Teilen der ehemaligen Wahlkreise Cuxhaven und Verden – Osterholz neu gebildet. Zur Bundestagswahl 2009 wurde der Wahlkreis wieder aufgelöst. Der Bundestagswahlkreis Verden – Osterholz wurde mit dem Gebiet der beiden Landkreise Verden und Osterholz wieder eingerichtet. Der gesamte Landkreis Cuxhaven wurde dem neuen Wahlkreis Cuxhaven – Stade II zugeordnet.

## Bisherige Abgeordnete
Direkt gewählte Abgeordnete des Wahlkreises Cuxhaven – Osterholz waren
| Wahl | Name         | Partei | Erststimmen in % |
| ---- | ------------ | ------ | ---------------- |
| 2005 | Annette Faße | SPD    | 49,8             |
| 2002 | Annette Faße | SPD    | 53,2             |